# فستوس إزلي
فستوس إزلي (بالإنجليزية: Festus Ezeli)‏ مواليد 21 أكتوبر 1989، هو لاعب كرة سلة نيجيري يلعب مع فريق غولدن ستايت ووريورز في الرابطة الوطنية لكرة السلة ويحمل الرقم 31. يبلغ طوله 6 قدم 11 بوصة (2.1 م).

## فرق لعب لها
- غولدن ستايت ووريورز

## روابط خارجية
- فستوس إزلي على موقع إن بي أي (الإنجليزية)
- فستوس إزلي على موقع سبورتس رفرنس (الإنجليزية)
- فستوس إزلي على موقع كرة السلة الأوروبية.كوم (الإنجليزية)
- فستوس إزلي على موقع إي إس بي إن.كوم (الإنجليزية)
- فستوس إزلي على موقع كلية كرة السلة في سبورتس رفرنس.كوم (الإنجليزية)
- فستوس إزلي على موقع ريلجم (الإنجليزية)
- فستوس إزلي على موقع بروبوليرز (الإنجليزية)
- فستوس إزلي على موقع سبورتس رفرنس (الإنجليزية)